# Otto Pick (Politiker)

Otto Pick (vor 1920)

Otto Pick (* 15. April 1882 in Birkenfeld; † 17. April 1945 in Kilchzimmer, Schweiz) war ein deutscher Politiker und Gewerkschafter.
Von 1888 bis 1896 besuchte er die Volksschule in Birkenfeld. Er erlernte das Schmiedehandwerk und arbeitete in den Staatlichen Kohlegruben in Camphausen. Ab 1914 war er Beamter der christlichen Gewerkschaften und später Angestellter des Christlichen Metallarbeiterverbandes. 1919 zog er als Abgeordneter der DDP in die verfassunggebende Weimarer Nationalversammlung ein. Nach der Machtergreifung der Nationalsozialisten wurde er verfolgt und später aus Deutschland ausgewiesen. Pick flüchtete zunächst nach Frankreich, wo er sich in gewerkschaftlichen Exilorganisationen im Widerstand gegen den Nationalsozialismus betätigte. Später flüchtete er ins Schweizer Exil, wo er 1945 starb.